# Sunland Park, Novi Meksiko
Sunland Park je grad u okrugu Doña Ani u američkoj saveznoj državi Novom Meksiku. Prema popisu stanovništva SAD 2010. ovdje je živjelo 18 204 stanovnika. Nalazi se na granici s američkom saveznom državom Teksasom i meksičkom saveznom državom Chihuahuom. S druge strane američko-meksičke granice nalazi se grad Ciudad Juarez, a s druge strane novomeksičko-teksaške granice nalazi se El Paso.
Na sjeverozapadu i sjeveru u Novom Meksiku Sunland Parku nadovezuju se Santa Teresa i La Union.
Premda je u neposrednom susjedstvu El Pasa, Sunland Park pripada drugom metropolitanskom statističkom području,  metropolitanskom statističkom području Las Cruces, jer se nalazi u okrugu Doña Ani.

## Povijest
Sunland Park nastao je od neuključenih zajednica Anapre, Sunland Parka i Meadow Viste koje su 13. srpnja 1983. glasovanjem odlučile ujediniti se u jedan grad, Sunland Park.

## Zemljopis
Nalazi se na 31°48′24″N 106°34′48″W / 31.80667°N 106.58000°W, podno brda Cristo Reya, do rijeke Rio Grande. Prema Uredu SAD-a za popis stanovništva, zauzima 28,00 km2 površine, od čega 27,30 suhozemne.

## Stanovništvo
Prema podatcima popisa 2010. u Sunland Parku bilo je 14 267 stanovnika, 3884 kućanstava i 3314 obitelji, a stanovništvo po rasi bili su 76,00% bijelci, 0,63% afroamerikanci, 0,51% Indijanci, 0,20% Azijci, 0,01% tihooceanski otočani, 26,02% ostalih rasa, 2,76% dviju ili više rasa. Hispanoamerikanaca i Latinoamerikanaca svih rasa bilo je 96,44%.

## Zanimljivosti
- Cristo Rey (brdo)
- Western Playland, zabavni park
- Sunland Park (trakalište i kazino)

## Vanjske poveznice
- Gradske stranice  Arhivirana inačica izvorne stranice od 3. svibnja 2009. (Wayback Machine)